# Javi Varas
Javier Varas Herrera, detto Javi Varas (Siviglia, 10 settembre 1982), è un ex calciatore spagnolo, di ruolo portiere.

## Carriera

### Club

#### Gli inizi
Inizia a giocare a livello amatoriale in Andalusia sino a 21 anni, quando viene messo sotto contratto dal Siviglia. La squadra spagnola lo manda prima in prestito all'Alcalá per un anno, poi lo tiene per tre stagioni con la squadra riserve. Quando nel 2008 Cobeño viene ceduto al Rayo Vallecano, Javi Varas viene promosso a riserva di Palop. Fa il suo esordio ufficiale nella massima serie spagnola il 17 gennaio 2009 nella vittoria interna per 1-0 contro il Numancia. Nella stagione successiva difende la porta del Siviglia durante l'infortunio del titolare Palop, nei mesi di ottobre e novembre, subendo soltanto una rete, il 21 ottobre nella vittoriosa trasferta di Champions League per 3-1 contro lo Stoccarda. Termina la stagione con la conquista del suo primo trofeo, la Coppa del Re, ottenuta dal Siviglia battendo l'Atlético Madrid per 2-0 nella finale del Camp Nou. Titolare poi a partire dall'agosto 2010, il 12 ottobre 2011 dopo 35 presenze, tra cui le ultime di buon livello, il Siviglia decide di rinnovargli il contratto fino al 30 giugno 2015.

#### Il prestito al Celta Vigo e i vari di squadra
Il 4 luglio 2012 viene ceduto con la formula del prestito secco, senza diritto di riscatto, al Celta Vigo. Esordisce in campionato il 18 agosto 2012 contro il Malaga.
Il 25 agosto 2014 rescinde consensualmente il contratto con i biancorossi, rimanendo quindi svincolato. In seguito si accorda con il Real Valladolid.
Il 13 luglio 2015 firma un contratto biennale con i neopromossi del Las Palmas.

## Palmarès

### Club

#### Competizioni nazionali
- Coppa di Spagna: 1

Siviglia: 2009-2010

#### Competizioni internazionali
- UEFA Europa League: 1

Siviglia: 2013-2014